# خواكيم نيلسن (لاعب كرة قدم)
خواكيم نيلسن (بالدنماركية: Joachim Nielsen)‏ هو لاعب كرة قدم دنماركي، ولد في 17 سبتمبر 2003.